# Phare du Cap Spear
Le phare du Cap Spear (anglais : Cape Spear Lighthouse) est une station d'aide à la navigation situé à Saint-Jean de Terre-Neuve au bout du cap d'Espoir, qui est le point le plus oriental du Canada. Le phare a été construit en 1836 par deux entrepreneur locaux, Nicholas Croke et William Parker, dans le but de signaler l'entrée du port de Saint-Jean. Le phare a été utilisé entre 1836 et 1955, année où il a été remplacé par un nouveau phare. Il a été désigné lieu historique national du Canada en 1962. Depuis 1975, il est devenu un site historique administré par Parcs Canada.

## Histoire
Le projet de la construction du phare du Cap Spear provient de la création de la nouvelle chambre d'assemblée de Terre-Neuve en 1832, qui a lancé un projet de construction de phares pour sécuriser la côte. Le phare du cap Spear est le deuxième phare de la colonie, après celui du Fort Amherst en 1811. Le site fut choisi pour sa proximité du port de Saint-Jean. 
La construction du phare a été confiée à deux entrepreneurs de Saint-Jean, Nicholas Croke et à William Parker. Les travaux ont débuté soit en 1834, soit au début de 1835. La construction de la maison carrée, de deux étages surmontés d'une tour, s'est terminée en septembre 1836. Le mécanisme du phare était usagé et provenait du phare d'Inchkeith en Écosse. Il s'agissait de réflecteurs courbés qui intensifiaient la lumière de sept becs d'Argand. En 1878, une corne de brume est installée au cap Spear. En 1912, le mécanisme est remplacé par un feu dioptrique en verre. La lanterne est d’abord alimentée au mazout, pour être remplacée par une lampe à l'acétylène en 1916, et à l'électricité en 1930. Le dispositif a été transféré dans le nouveau phare en 1955.